# イーグルバス
イーグルバス株式会社（英: EAGLE BUS CO.,LTD.）は、埼玉県川越市に本社を置く乗合バス・貸切バス事業者。
1950年（昭和25年）に設立した旅行会社「イーグルトラベル」を源流とし、バス会社として1980年にイーグルバスを設立。川越市や東松山市周辺など埼玉県南西部地域を中心に、企業・学校送迎などの特定バスや観光バスを運行していた。1995年に川越市内循環バス「小江戸巡回バス」を運行開始。
2000年以降のバス事業規制緩和を受け、2003年から自社で一般路線バスを運行開始して乗合バス事業に参入した。その後も自治体バスやコミュニティバスの受託運行、西武バスなどからの路線移管、メッツァビレッジ開業によるシャトルバス運行を行った。

## 概要
乗合バスへの参入に際しては、一般路線バスの運行について効率の改善を進めた。2008年からバス車両に乗降客を数えるセンサーやGPS装置を取り付け、バス停や時間帯ごとの利用状況データや、時刻表と実際の運行との差を計測し。乗客数が増えるように運行ルートやダイヤを柔軟に見直している。2010年からは、観光地など人が集まる場所に複数の路線を乗り継ぐハブ停留所を設け、住民だけでなく旅行者の利用増を図っている。
こうしたITを活用した効率改善のための工夫は、2006年に西武バスから引き継いだ日高市の路線バスで、谷島賢社長が乗客数の少なさに驚いたことから導入した。

### 本社・営業所
- 本社：埼玉県川越市中原町二丁目8-2
- 分室：埼玉県川越市中原町二丁目7-8 Y&Leeビル3F
- 川越営業所（車庫）：埼玉県川越市笠幡173-1
- 小川営業所（車庫）：埼玉県比企郡小川町腰越485

閉所した営業所
- 都幾川営業所（車庫）：埼玉県比企郡ときがわ町瀬戸元上215-1
- 寄居営業所（車庫）：埼玉県大里郡寄居町寄居1677-1
- 東京営業所（車庫）：東京都羽村市双葉町一丁目2-1[3]

## 沿革
- 1950年（昭和25年）- 旅行会社「イーグルトラベル」を設立、グループの原点となる[1]。
- 1980年4月 - 特定バス専業事業者としてイーグルバス株式会社を設立。
- 1989年6月 - 貸切バス事業開始。
- 1995年3月 - 川越市内循環バス「小江戸巡回バス」運行開始。
- 1997年 - イメディカ株式会社を設立。
- 2003年5月 - 乗合バス事業に参入、一般路線バス運行開始（武蔵嵐山駅 - 花見台工業団地）。
- 2004年 - 比企郡都幾川村（現：ときがわ町）村営バス受託により都幾川営業所を新設。
- 2005年7月 - 西武バス、東京空港交通と共同で空港リムジンバスを運行開始。
- 2006年4月1日 - 西武バスから日高市発着路線を引き継ぐ。
- 2007年
  - 3月 - 川越観光自動車（東武グループ）から、小川町駅 - 白石車庫線を引き継ぐ。
  - 10月1日 - 町営バス（ときがわ町代替バス）で、大野線と小川線（小川町駅 - 明覚駅）を統合することに伴い、小川線を武蔵観光から引き継ぐ。
- 2010年 - 創立30周年記念事業の一環として、イーグルトラベル主催のツアーバス「ムーンスター号」（本川越駅・川越駅・新宿西口・秋葉原 - 京都・大阪）の運行を開始。独立3列シートで環境に配慮したハイブリッドバスを導入。
- 2013年 - 新高速乗合バス制度の施行に伴い、「ムーンスター号」を高速乗合バス（川越大阪線）に移行。
- 2016年10月1日 - 東秩父村から、東秩父村営バス（寄居駅 - 鉢形城歴史館前 - 和紙の里）を引き継ぐ。同時に小川町駅発の系統も再編。
- 2017年3月31日 - 武蔵高萩駅 - ひだか団地間、県営鹿山団地 - 埼玉医大国際医療センター間を廃止[4]。
- 2020年
  - 3月14日 - 交通系ICカードを導入、PASMO・Suicaなどが利用可能となる。
  - 6月19日 - 小江戸巡回バスに中国・揚州亜星客車股份有限公司製の電気バスを導入。日本への輸入とボンネットバス仕様への改造はオノエンジニアリングが担当。
- 2024年12月11日 - 都幾川営業所と寄居営業所を統合して埼玉県比企郡小川町に小川営業所を開設[5]。
- 2025年4月1日 - 日高飯能路線のうち日高市内区間を廃止し、飯能駅・宮沢路線として運行開始。[6]

## 運賃・乗車券類
西武バスから日高地区の路線を引き継いだ際に、バス共通カードが使用できなくなる旨はポスター掲示などで告知されていた。そのため車内で販売していた回数券が、当初は予想を上回る発売数となり売り切れ状態が続いた。
定期券は、路線によっては今なお営業所まで直接出向かないと購入できず、また購入場所も充分にPRされてはいなかった。
2016年10月1日より、東秩父村系統（寄居駅 - 和紙の里系統も含む）では、運賃の支払いは現金のほか、東秩父村系統専用回数券と定期券のみ適用となり、従来の回数券と定期券が利用できなくなった。
2020年3月14日から交通系ICカードを導入し、PASMO・Suicaなどが利用可能となった。
小江戸巡回バス１日フリー乗車券の販売も開始しており、バス車内の他、１日フリー乗車券販売所にて購入が可能。デジタル乗車券の購入は「RYDE PASS」アプリで購入可能となっている。
- 小江戸巡回バス
- 日高飯能路線
- ときがわ町路線バス
- 東秩父村路線バス
- 川越シャトル 11系統

## 現行路線

### 一般路線

#### 川越営業所

##### 小江戸巡回バス

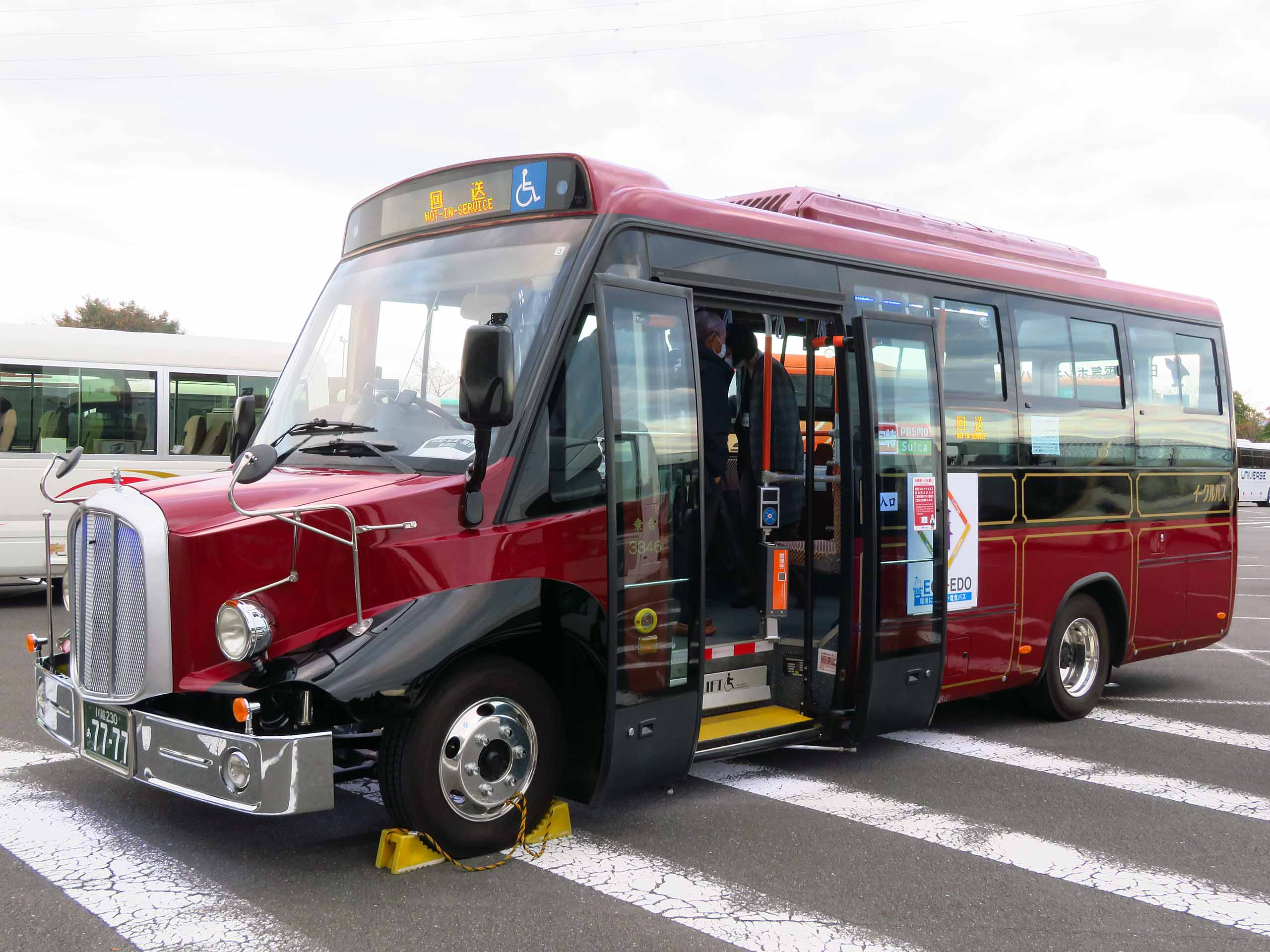
「小江戸巡回バス」専用車両
揚州亜星製の電気ボンネットバス

- 01系統 川越駅西口 → 本川越駅 → 中院 → 喜多院 → 川越市総合福祉センター → 蔵の街 → 川越市駅 → 本川越駅 → 川越駅西口
- 04系統 川越駅西口 → 本川越駅 → 中院 → 喜多院
- 06系統 喜多院 → 川越高校前 → あぐれっしゅ川越 → 蔵の街 → 川越市駅 → 本川越駅 → 川越駅西口
- 11系統 川越駅西口 → 中院 → 喜多院 → 川越高校前 → 本丸御殿 → 蔵の街 → 川越市駅 → 本川越駅 → 川越駅西口
- 11-1系統 川越駅西口 - 氷川神社前（7,8月の土日祝日のみ運行）
- 15系統  川越駅西口 - 本川越駅 - 喜多院 - 氷川神社前（直行便。左記以外無停車。喜多院は川越駅行きのみ停車。良縁祈願祭日のみ運行）
- 18系統 川越駅西口 → 中院 → 喜多院 → 川越高校前 → あぐれっしゅ川越 → 蔵の街 → 川越市駅 → 本川越駅 → 川越駅西口
- 22系統 川越駅西口 → 本川越駅→  蔵の街 → 川越高校前 → 喜多院 → 本川越駅 → 川越駅西口
- 26系統 川越駅西口 → 本川越駅  → 中院 → 喜多院 → 川越高校前 → 本丸御殿 → 蔵の街

車両ギャラリー

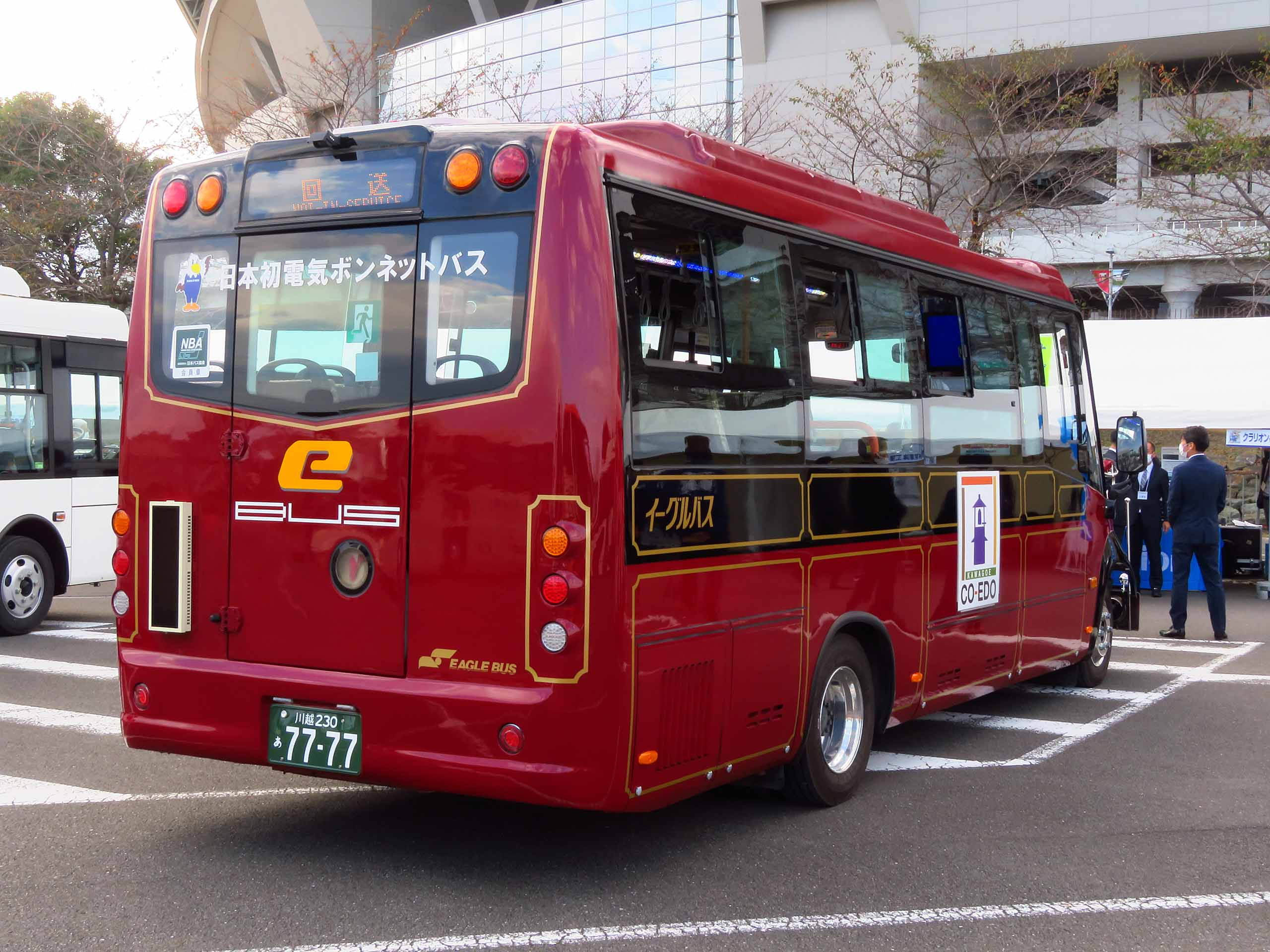
電気ボンネットバスのリアスタイル
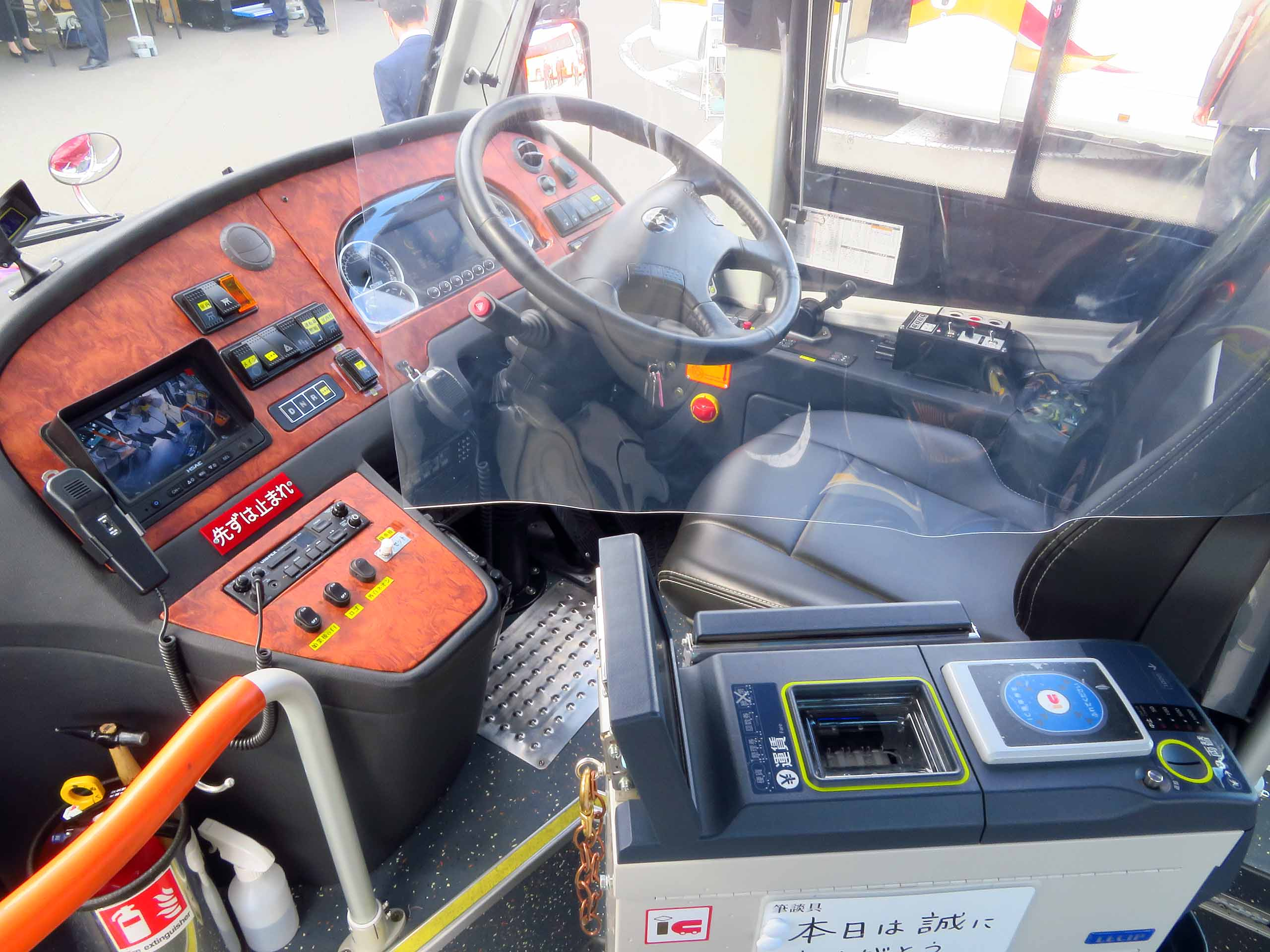
電気ボンネットバスの運転席
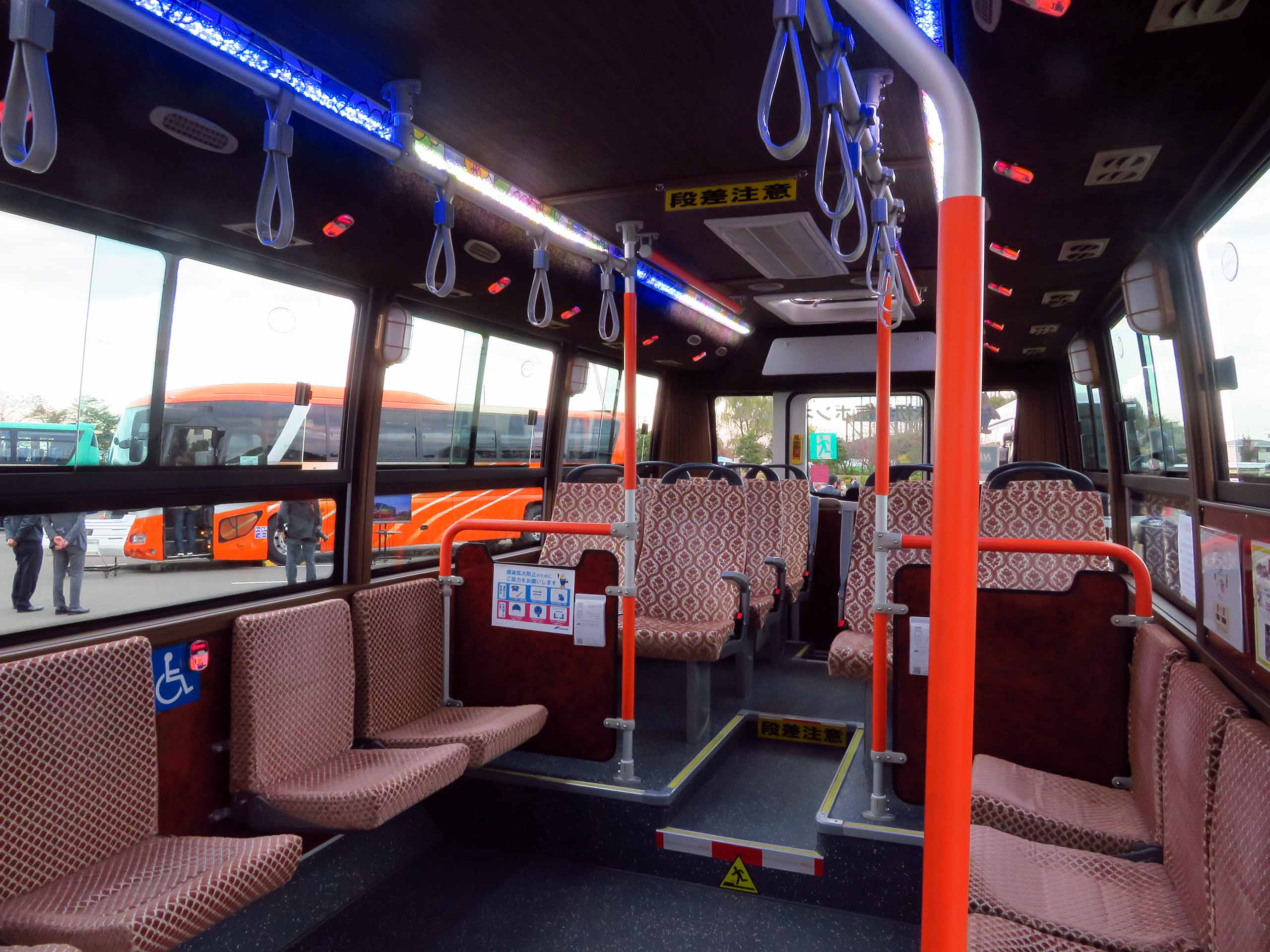
電気ボンネットバスの車内
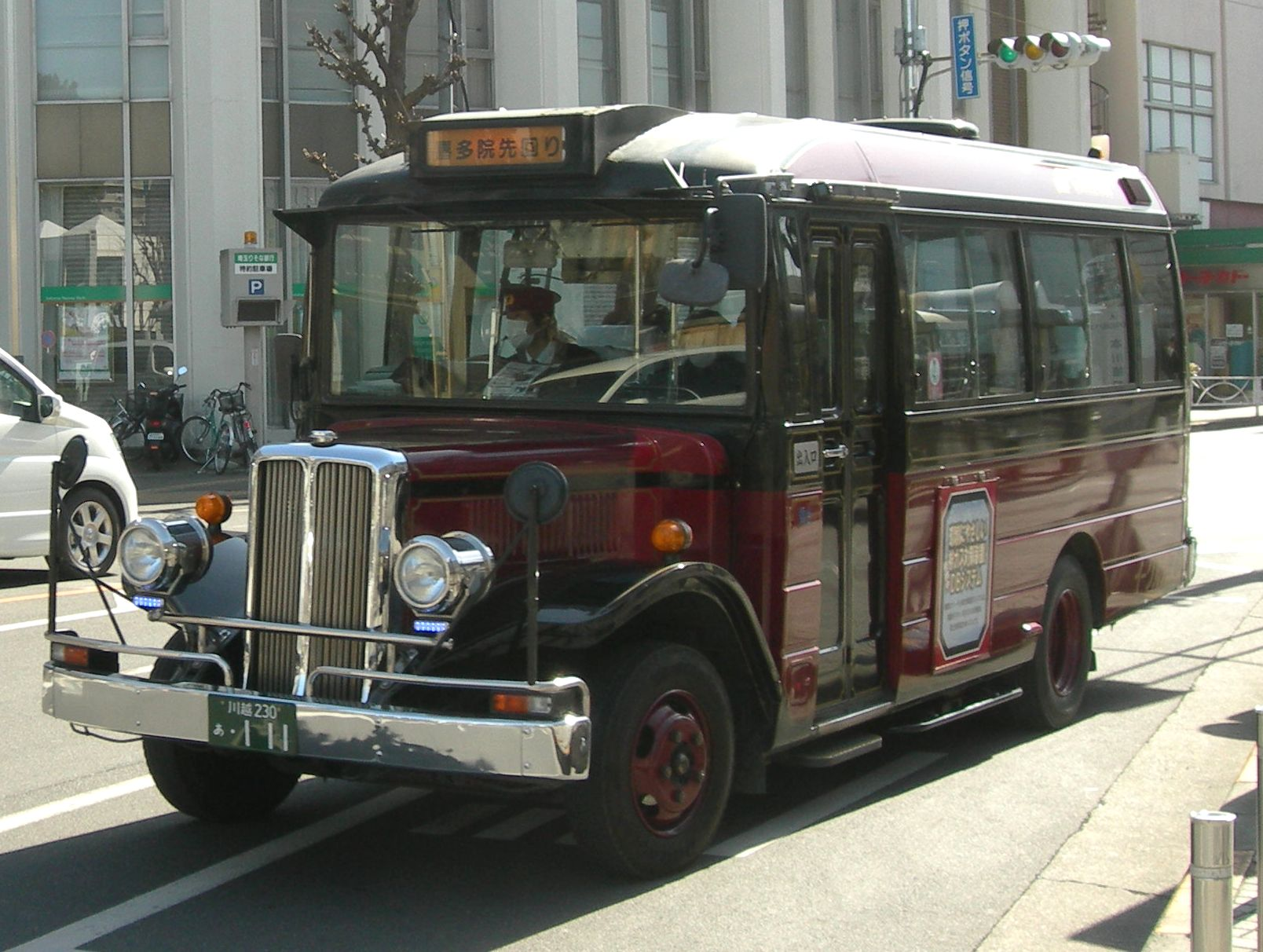
「小江戸巡回バス」専用ボンネットバス ディーゼル車
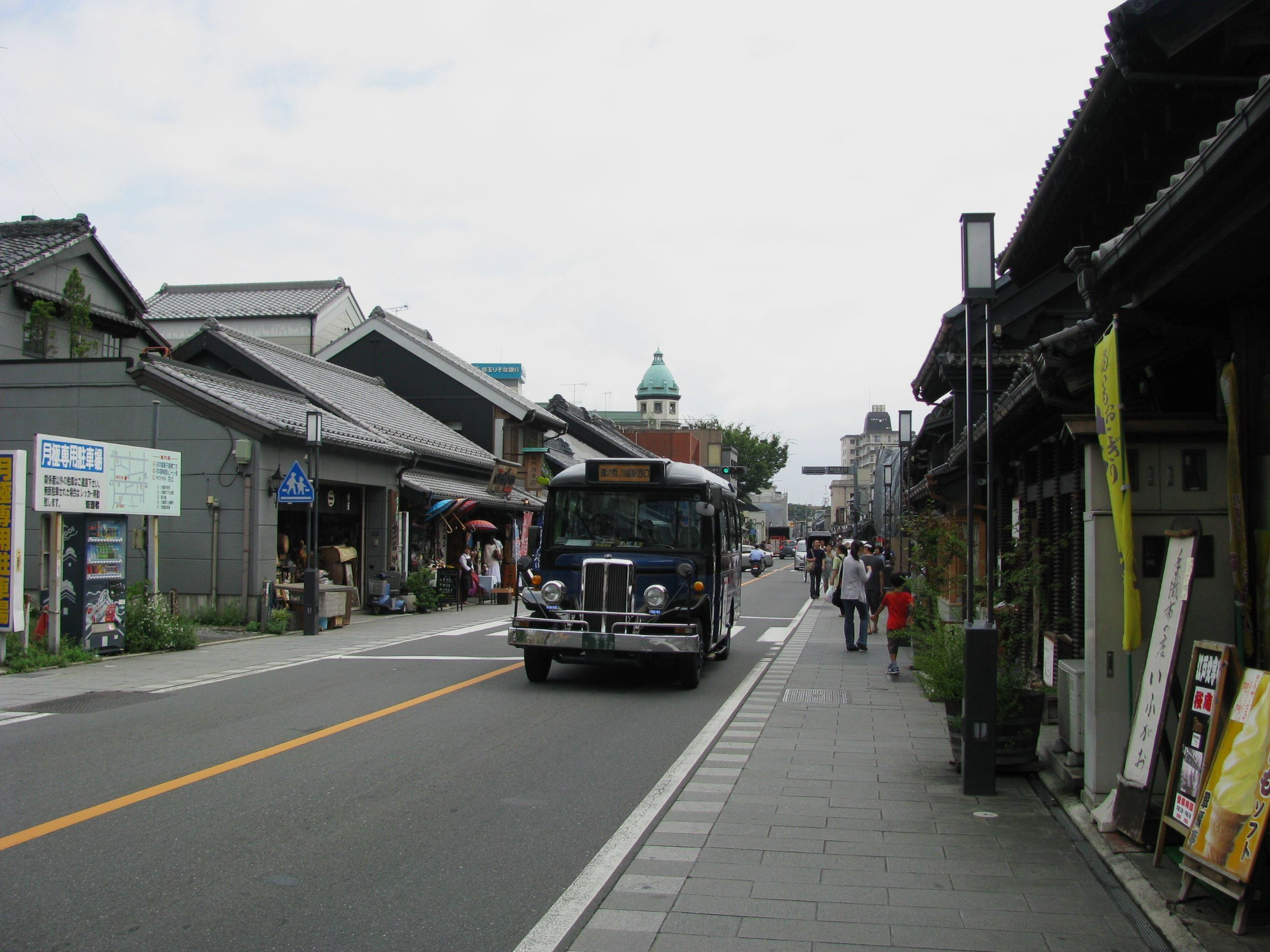
蔵造りの町並みが残る川越一番街商店街を走る「小江戸観光バス」
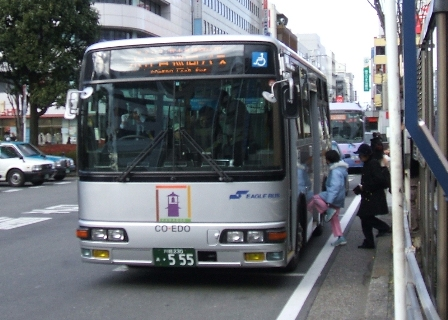
「小江戸巡回バス」過去の車両 一般路線カラー

##### 飯能駅・宮沢路線
2025年4月より日高飯能路線が区間短縮の上で「飯能駅・宮沢路線」として運行開始。
- H14：飯能駅北口 - 飯能靖和病院 - メッツァ - 宮沢
- H14-1：飯能駅北口 - 飯能靖和病院 - メッツァ
- m01：飯能駅北口 - （直行） - メッツァ（西武バス飯能営業所・西武バス狭山営業所・国際興業バス飯能営業所と共同運行）
- m02：東飯能駅東口 - （直行） - メッツァ（西武バス飯能営業所・西武バス狭山営業所・国際興業バス飯能営業所と共同運行、2020年3月31日より運行休止中）

#### 小川営業所

##### ときがわ町路線バス
- と01系統 武蔵嵐山駅西口 - 玉川工業団地入口 - ときがわ町役場本庁舎 - 明覚駅 - せせらぎバスセンター
- と02系統 武蔵嵐山駅西口 - 鎌形 - ときがわ町役場本庁舎 - 十王堂前 - せせらぎバスセンター
- と03系統 せせらぎバスセンター - 慈光寺入口 - 竹の谷
- と04系統 せせらぎバスセンター - 慈光寺入口 -　椚平 -日向根
- と05-1系統 せせらぎバスセンター - 本郷上 - 都幾川四季彩館
- と05-2系統 越生駅東口 - チサン霊園前 - せせらぎバスセンター
- と06系統 日赤病院前 - 小川町駅 - 日影 - せせらぎバスセンター
- と07系統 せせらぎバスセンター - 慈光寺入口 - 慈光寺

合併前の都幾川村と玉川村では、東武鉄道直営時代の東武バスが路線バスを運行していたが、1974年（昭和49年）3月に明覚駅 - 大橋線が廃止されたのを皮切りに、1970年代から1980年代にかけて順次路線が廃止されていった。東武バス時代末期の1980年代中頃には、西平または田中から越生駅、小川町駅、東松山駅、坂戸駅へ出る4路線が存在しており、東松山駅からの路線は入出庫の関係（当時このエリア担当は越生出張所）で一部が田中を経由して小川町駅まで運行されていた。東松山駅へ出る路線は東武バスが町外の東松山駅 - 国際婦人会館（嵐山町）に短縮して運行を継続（1988年廃止）、同じく坂戸駅に出る路線は坂戸駅 - 大橋（鳩山町）間に短縮して運行継続したため継承されず、廃止代替バスとして残ったのは越生駅と小川町駅を発着する路線のみである。
その廃止代替バスとして、都幾川村は都幾川村営バス（80条バス）として都幾川村内と越生駅への路線を運行し、玉川村は玉川村営バスとして玉川村から小川町駅への路線を、小川町に営業所を持つ武蔵観光へ委託して21条バス（貸切代替バス）として運行していた。
2004年にイーグルバスが都幾川村営バスを受託、これにより都幾川営業所を新設する。2006年2月1日に都幾川村と玉川村が合併してときがわ町が発足し、ときがわ町営バスとなった。翌2007年10月1日にはイーグルバスが武蔵観光からときがわ町営バス小川線を引き継いだ。新たに武蔵嵐山駅へのルートも開設され、せせらぎバスセンターを中心発着地とする「ときがわ町路線バス」と名称を変更。イーグルバスの一般路線へ移行した。
イーグルバスの一般路線へ移行後は日野・リエッセが多数新製配置されており、ときがわ町路線バスの車両はイーグルバスカラーのリエッセで統一されている。

##### 東秩父村路線バス

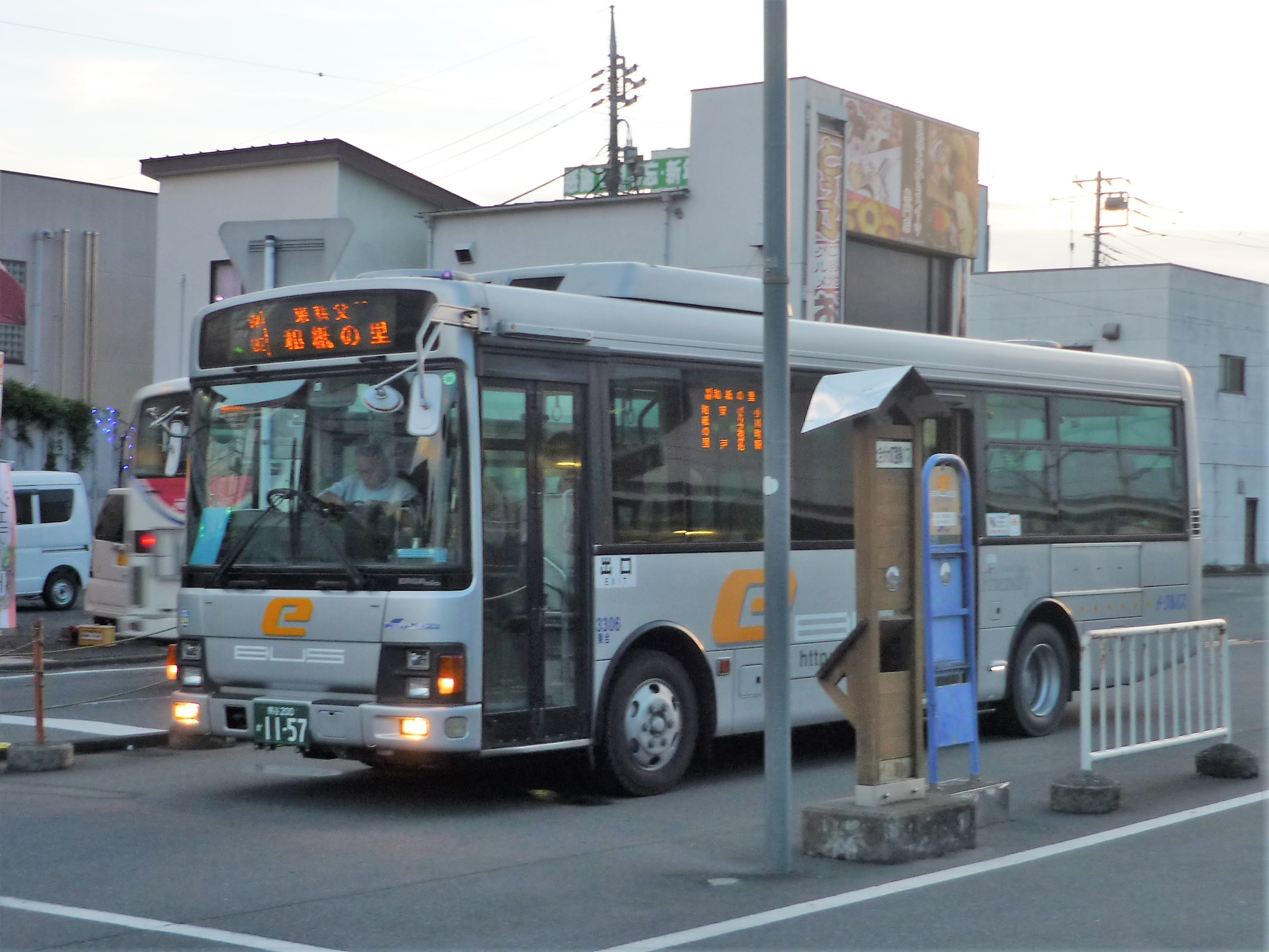
小川町駅にて

- W01系統 小川町駅 - 和紙の里 - 東秩父村役場入口 - 皆谷 - 白石車庫
- W02系統 小川町駅 - 和紙の里
- W03系統 寄居駅 - 鉢形城歴史館前 - 和紙の里

W01は、川越観光自動車より譲渡された路線。イーグルバスとして和紙の里停留所を追加している。W02はイーグルバスとして新規に設定した区間便で、代わりに川越観光時代から運行されていた小川町-皆谷の区間便が廃止されている。
W03は、2016年10月1日より東秩父村営バスを引き継ぎ、イーグルバスの一般路線として運行開始した。
W03系統は2024年4月1日のダイヤ改正から土日祝日運休となった。

### コミュニティバス

#### 川越市コミュニティーバス川越シャトル
- 11系統 霞ケ関駅北口 - いせはら団地 - 的場1丁目 - イーグルバス川越営業所 - 笠幡駅 - 西後楽会館 [9]

川越市コミュニティバス「川越シャトル」11系統を運行受託している。その他の系統は西武バス、東武バスウエストが受託する。

### 高速路線

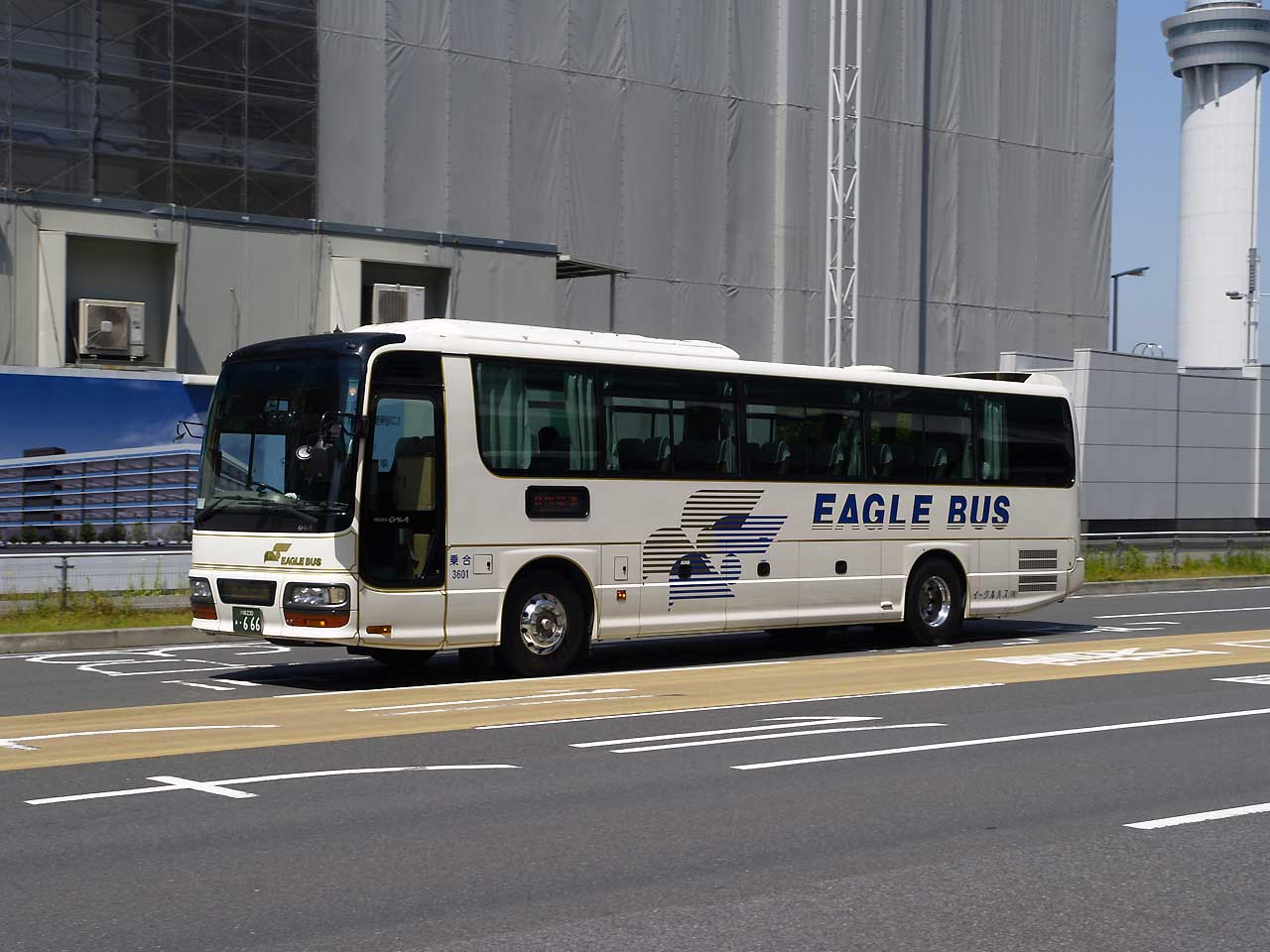
川越 - 羽田空港線

#### 空港連絡バス
- 本川越駅・川越駅西口 - 羽田空港 （西武バス・東京空港交通と共同運行）

## 廃止路線

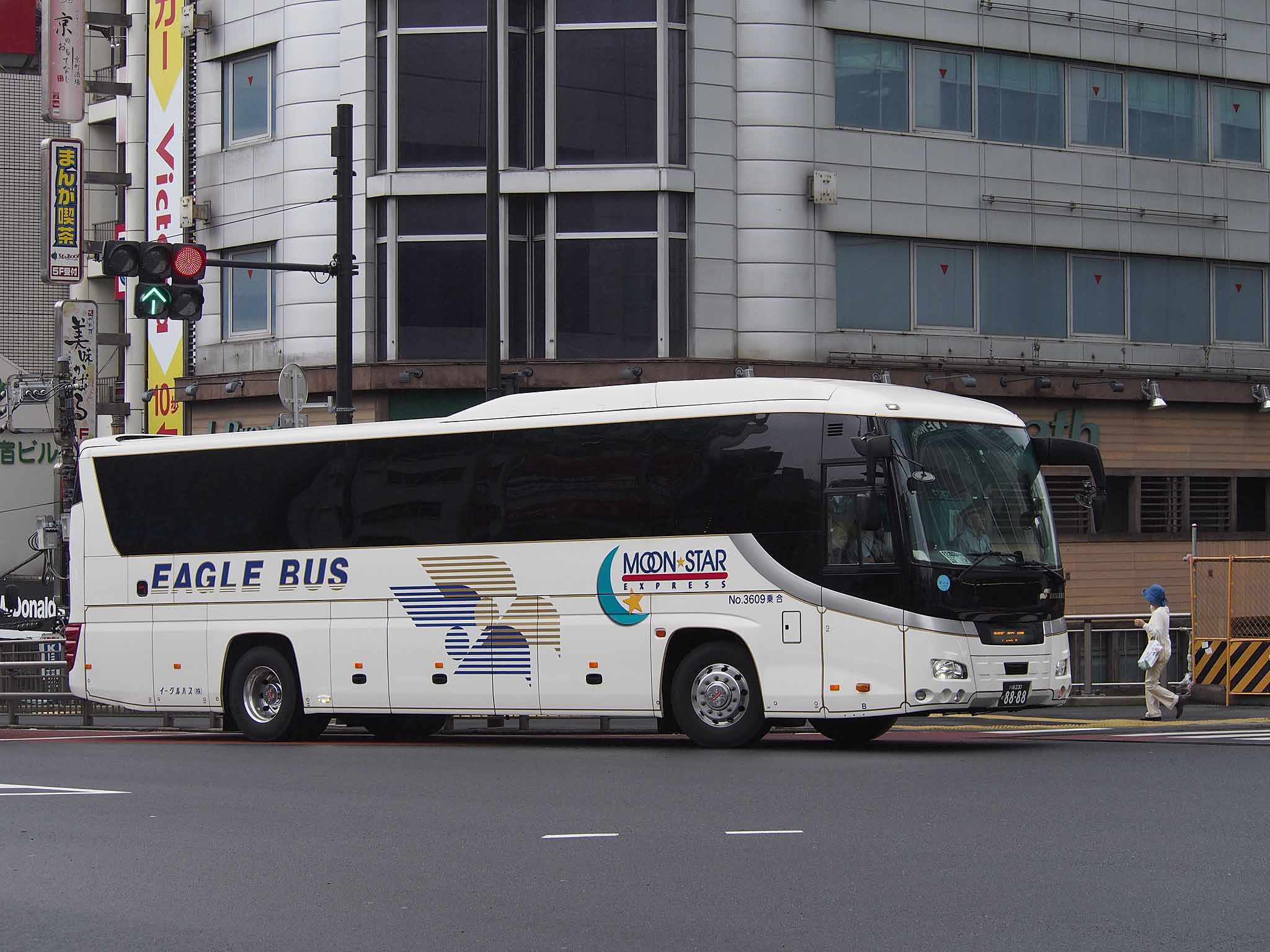
高速バス「ムーンスター号」

### 川越営業所
- H01系統 飯能駅北口 - 峠口 - 宮沢湖 - 高麗川団地第一折返場 - 高萩駅
- H02系統 飯能駅北口 - 峠口 - 宮沢湖 - 高麗川団地第一折返場 - 高萩駅 - ひだか団地
- H03系統 高萩駅 - ひだか団地
- H04系統 高麗川駅 - 高麗川団地第一折返場 - 高萩駅 - ひだか団地
- H05系統 高麗川団地第一折返場 - 高萩駅 - ひだか団地
- H06系統 高麗川団地第一折返場 - 武蔵高萩駅
- H06-1系統 武蔵高萩駅 → 高麗川団地第一折返場 → こま川団地循環
- H07系統 高麗川駅 - 高麗川団地第一折返場 - 高麗川団地第二折返場 - 武蔵高萩駅
- H08系統 高麗川駅 - 高麗川団地第一折返場 - 高麗川団地第二折返場
- H08-1系統 高麗川駅 → 高麗川団地第一折返場 → こま川団地循環
- H09系統 高萩駅 - 日高市役所 - 埼玉医大保健医療学部 → 埼玉医大国際医療センター - 日高市役所 - 高萩駅
- H09系統 高麗川団地第一折返場 - 日高市役所 - 埼玉医大保健医療学部→埼玉医大国際医療センター - 日高市役所 - 高萩駅 - ひだか団地
- H10系統 飯能駅北口 - 飯能靖和病院 - メッツァ - 高麗川団地第一折返場 - 武蔵高萩駅
- H10-1系統 飯能駅北口 - 飯能靖和病院 - メッツァ - 宮沢湖温泉 - 高麗川団地第一折返場 - 武蔵高萩駅
- H10-2系統 飯能駅北口 ← 飯能靖和病院 ← （メッツァ通過） ← 高麗川団地第一折返場 ← 武蔵高萩駅
- H11系統 飯能駅北口 - 飯能靖和病院 - 宮沢湖 - 高麗川団地第一折返場 - 高萩駅 - ひだか団地
- H11-1系統 飯能駅北口 - 飯能靖和病院 - 宮沢湖 - 宮沢湖温泉 - 高麗川団地第一折返場 - 高萩駅 - ひだか団地
- H11-2系統 飯能駅北口 ← 飯能靖和病院 ← （宮沢湖通過） ← 高麗川団地第一折返場 ← 高萩駅 ← ひだか団地
- H13系統 飯能駅北口 - 飯能靖和病院 - （メッツァ・宮沢湖温泉通過） - 高麗川団地第一折返場 - 高麗川団地第二折返場
  - H系統（日高飯能路線）の日高市内区間は2025年3月31日をもって廃止（H06,H07,H08,H10,H10-1,H10-2,H13）。飯能市とイーグルバスの間で協議が整った飯能市内の区間（飯能駅〜メッツァ〜宮沢）のみ「飯能駅・宮沢路線」として運行を継続[6]。日高市内の区間については2025年4月より実証運行を開始した日高市おでかけワゴンでカバーされている。また、宮沢湖温泉については後継の交通機関はなく、「メッツァ」停留所からの利用となった。

### 都幾川営業所
- 03系統 森林公園駅 - 宮前小学校 - 花見台工業団地
- 10系統 森林公園駅 - 滑川町役場 - 花見台工業団地
- 嵐02系統 武蔵嵐山駅東口 - 役場入口 - 花見台工業団地南入口 - 管理センター前
- R05系統 武蔵嵐山駅東口 - 玉ノ岡中学校 - 花見台工業団地南入口 - 嵐山郷 - 県立循環器・呼吸器病センター (県立循環器・呼吸器病センター行のみ運行)
- R06系統 武蔵嵐山駅東口 - 嵐山町役場 - 花見台工業団地南入口 - 嵐山郷 - 県立循環器・呼吸器病センター
- R08系統 [嵐山町市内循環] 武蔵嵐山駅東口 - 平沢西 - 武蔵嵐山駅西口 - 武蔵嵐山駅東口
- と01-1系統 武蔵嵐山駅西口 - 玉川工業団地入口 - - ときがわ町役場本庁舎 - ときがわ町役場入口 - 明覚駅 - せせらぎバスセンター
- と02-1系統 武蔵嵐山駅西口 - 鎌形 - ときがわ町役場本庁舎 - 十王堂前 - せせらぎバスセンター
- と05-3系統 越生駅 - チサン霊園 (季節運行,途中無停車)
- O01系統 小川町駅 - 東秩父村役場入口
- O02系統 小川町駅 - 東秩父村役場入口 - 皆谷

### 高速路線
- 夜行高速バス「ムーンスター号」
  - 川越駅西口・バスタ新宿・秋葉原駅中央口 - 京都駅八条口・梅田（プラザモータープール）
  - 若葉駅西口・川越駅西口・大宮駅東口・東京駅（鍛冶橋駐車場） - 京都駅八条口・梅田（プラザモータープール）

## グループ企業
- イーグルトラベル株式会社 - 旅行業
- 株式会社イデア総合研究所 - システム開発
- イメディカ株式会社
  - 所在地：埼玉県川越市中原町
  - 設立：1997年
  - 資本金：1500万円
  - 事業内容：人材派遣業・介護事業
  - 自家用自動車管理請負業（従業員送迎バス運転手・幼稚園児送迎バス運転手・役員運転手等の派遣と運行管理）
  - 介護サービス事業（訪問介護･デイサービス･居宅介護支援事業所「ソレイユ」（埼玉県川越市今福）の経営

## テレビ番組
- 日経スペシャル カンブリア宮殿 赤字路線バスの復活劇！ 地元に愛される"超地域密着"戦略（2015年6月25日、テレビ東京）[11]